# 알락청서
알락청서(영어: variegated squirrel, 학명 : Sciurus variegatoides)는 다람쥐과 청서속에 속하는 나무다람쥐(tree squirrel)로 설치류의 일종이다. 코스타리카와 엘살바도르, 과테말라, 온두라스, 멕시코 남부, 니카라과, 파나마에서 발견된다. 흔한 종으로 국제 자연 보전 연맹(IUCN)이 “관심대상종”으로 분류한다.

## 아종
15종의 아종이 알려져 있다.
| - S. v. adolphei Lesson, 1842 - S. v. atrirufus Harris, 1930 - S. v. bangsi Dickey, 1928 - S. v. belti Nelson, 1899 - S. v. boothiae Gray, 1843 - S. v. dorsalis Gray, 1849 - S. v. goldmani Nelson, 1898 - S. v. helveolus Goldman, 1912 | - S. v. loweryi McPherson, 1972 - S. v. managuensis Nelson, 1898 - S. v. melania Gray, 1867 - S. v. rigidus Peters, 1863 - S. v. thomasi Nelson, 1899 - S. v. underwoodi Goldman, 1932 - S. v. variegatoides Ogilby, 1839 |